# Étameur

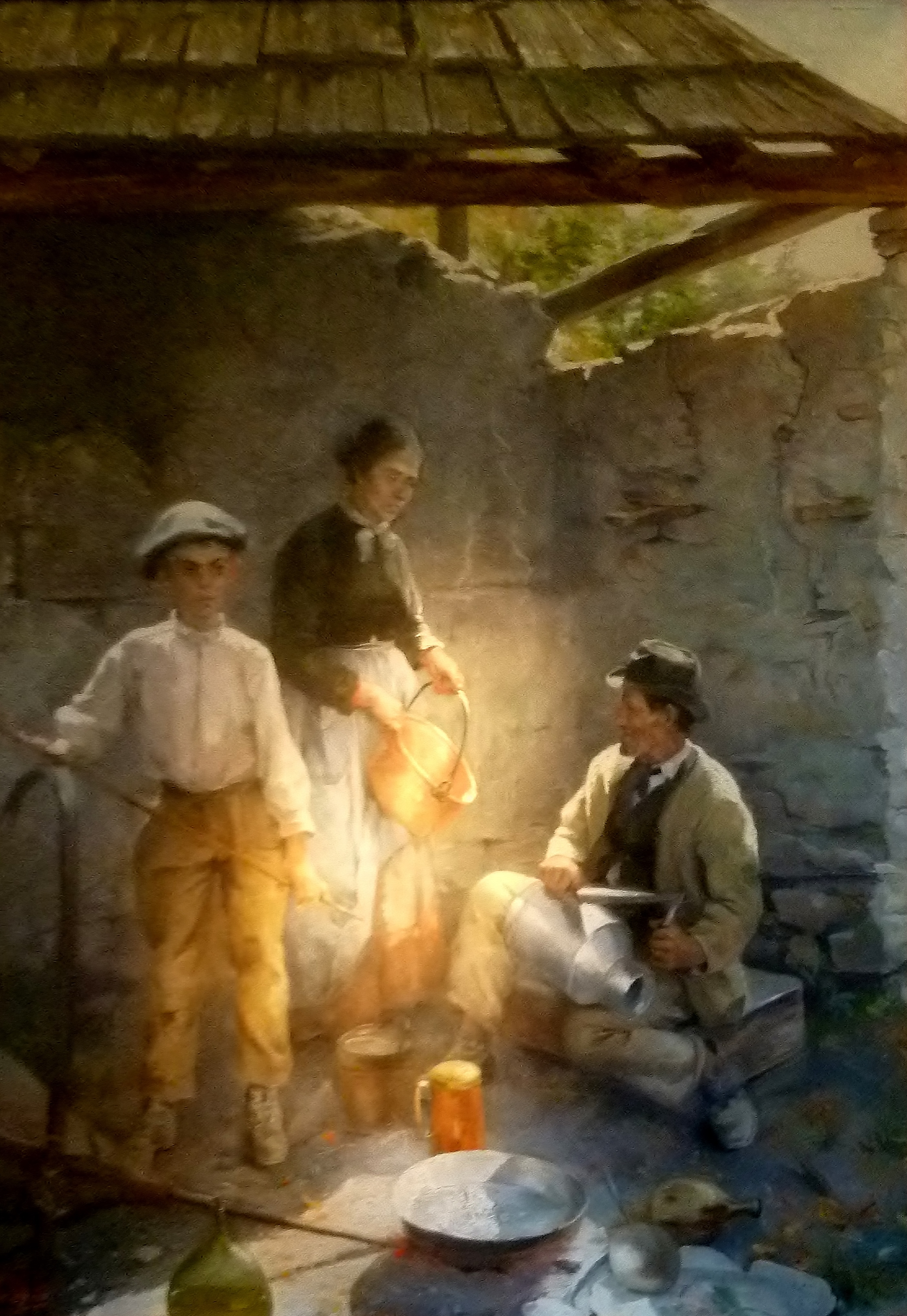
Le rétameur (1899) par Marie Caire-Tonoir.

L'étameur est la personne qui étame (met de l'étain), a contrario du rétameur qui, lui, remet en état les ustensiles métalliques qui sont endommagés avant de les étamer à nouveau. L'étamage du cuivre s'effectue au moyen d'étain en fusion qui est déposé à la main avec une étoupe pour les ustensiles de cuisine en cuivre. Pour les ustensiles en fer la technique du "blanc" consiste à plonger l'ustensile dans un bain d'étain fondu.

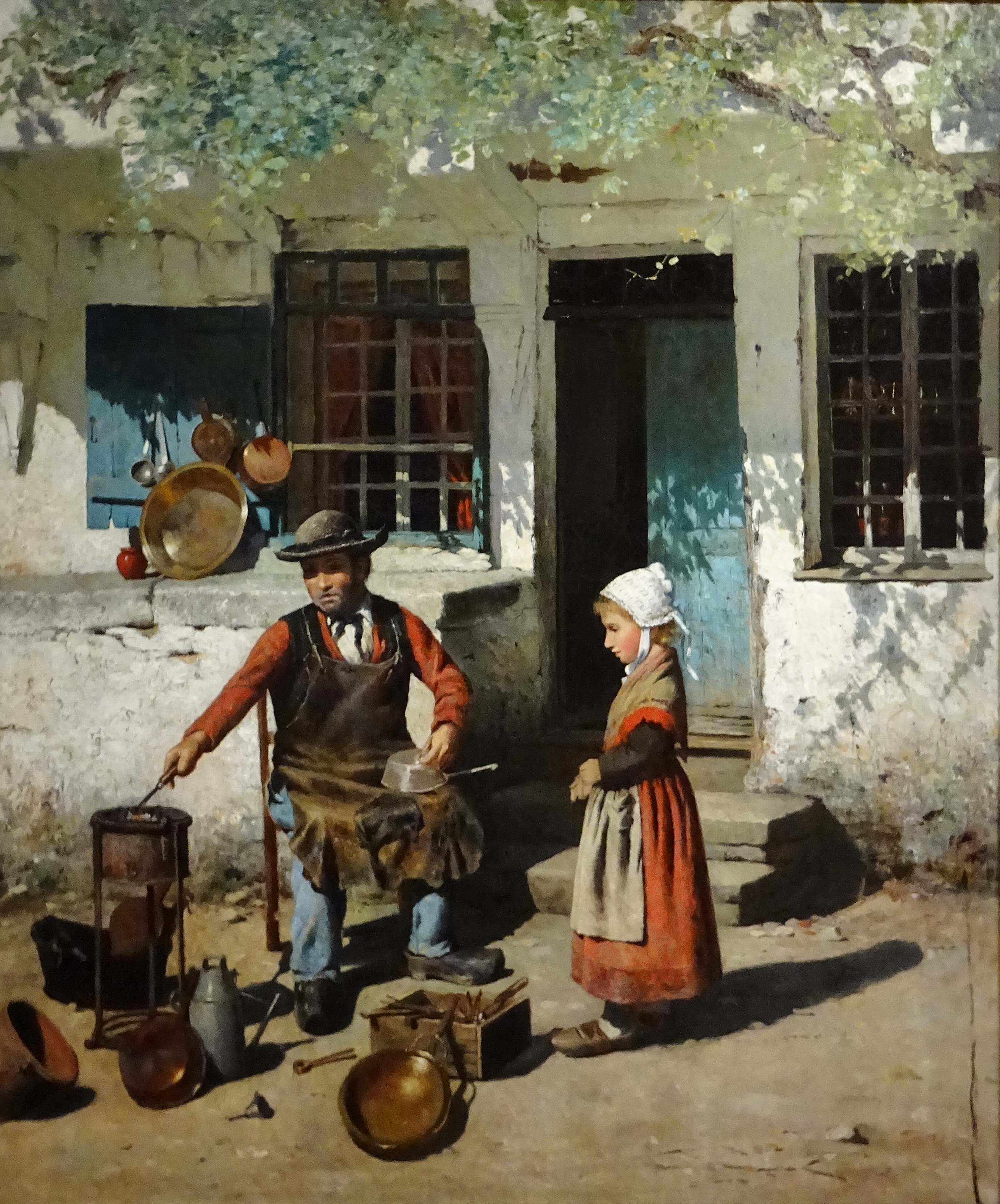
Buur H. Nicholls ː Le rétameur (v. 1881-1882), huile sur toile, musée de Pont-Aven).

La technique de l'étamage était déjà employée par les Égyptiens.

## But de l'étamage à l'étain
L'étamage à l'étain avait pour but de créer une barrière non toxique entre le métal et les aliments car le contact des éléments acides (citron, vinaigre, ...) pouvait libérer des composés nocifs (sulfate de cuivre soluble qui peuvent provoquer des symptômes tels que des nausées, des douleurs abdominales ou donner un goût métallique.  